# Jodenstraat (Maastricht)
De Jodenstraat is een straat in het centrum van de Nederlandse stad Maastricht. Het is een van de oudste straten van Maastricht, vlak bij de historische hoofdroute van Vrijthof naar Sint Servaasbrug. Vermoedelijk woonden hier in de middeleeuwen Joden. De Jodenstraat ligt in het voetgangersgebied van Maastricht, hoewel het geen echte winkelstraat is.

## Geschiedenis
In het verleden werd door historici aangenomen dat de Romeinse brug van Maastricht (of oversteekplaats) zich in het verlengde van de Jodenstraat moest bevinden, aangezien deze straat in een rechte lijn aansluit bij het tracé van de Romeinse weg door de Grote Staat. Die aanname bleek onjuist, onder meer door de vondst van resten van de brug in het verlengde van de Eksterstraat begin jaren 1960. Wel hebben archeologische opgravingen aangetoond dat het gebied van de huidige Jodenstraat in de Romeinse tijd bewoond was. In 1988 werd het bewijs aangetroffen dat de Romeinse hoofdweg, vanaf begin eenentwintigste eeuw meestal aangeduid als Via Belgica, tussen het Vrijthof en de Romeinse brug een scherpe bocht maakte ter hoogte van de Jodenstraat. Onder het pand Jodenstraat 32 (toen nog nr. 26) werd een Romeinse kelder aangetroffen met fraai metselwerk van blokken kolenzandsteen, Limburgse mergel en gebakken tegels. Bij dezelfde opgraving werd in een kuil de complete restproductie van een vroegmiddeleeuwse glaskralenmaker aangetroffen, waarschijnlijk uit de zesde eeuw.
Al eeuwenlang is de straat bekend onder de naam Jodenstraat (Latijn: vicus Judaeorum). De oudste vermelding dateert uit 1295. Hoewel er geen historische bronnen zijn die de aanwezigheid van Joden in de straat aantonen, lijkt het aannemelijk dat dit in de middeleeuwen wel het geval was. Aangenomen wordt dat de Joden rond 1350, op het hoogtepunt van de pestepidemie, uit Maastricht verdreven werden. Pas aan het einde van de achttiende eeuw woonden er weer aantoonbaar Joden in Maastricht.
Vlak bij de Jodenstraat, aan de Maaskade, stond vanaf de dertiende eeuw de Jodenpoort, die ook onder andere namen bekendstond. De Jodenstraat heette in de Franse tijd Rue de la Jeunesse ('Jeugdstraat'), waarschijnlijk als gevolg van een foutieve vertaling van het Maastrichtse dialectwoord jäö (voor 'joden').
Tussen 1845 en 1850 werd het Kanaal Maastricht-Luik aangelegd, waarvoor de parallel aan de Maas lopende Bokstraat werd gesloopt. Vanaf dat moment lag de oostelijke entree van de Jodenstraat direct aan de kade, vanaf 1875 Kesselskade genoemd. Al vanaf 1825 bestonden er plannen om de Jodenstraat te verbreden om zodoende de Grote Staat een betere aansluiting te geven op de Sint-Servaasbrug. Daartoe zou de gehele zuidkant van de straat, inclusief het middeleeuwse Dinghuis, gesloopt worden. Het plan werd in 1860 door de gemeenteraad aangenomen, maar ging desondanks niet door. In plaats daarvan werd in 1877 de Maastrichter Brugstraat verbreed.

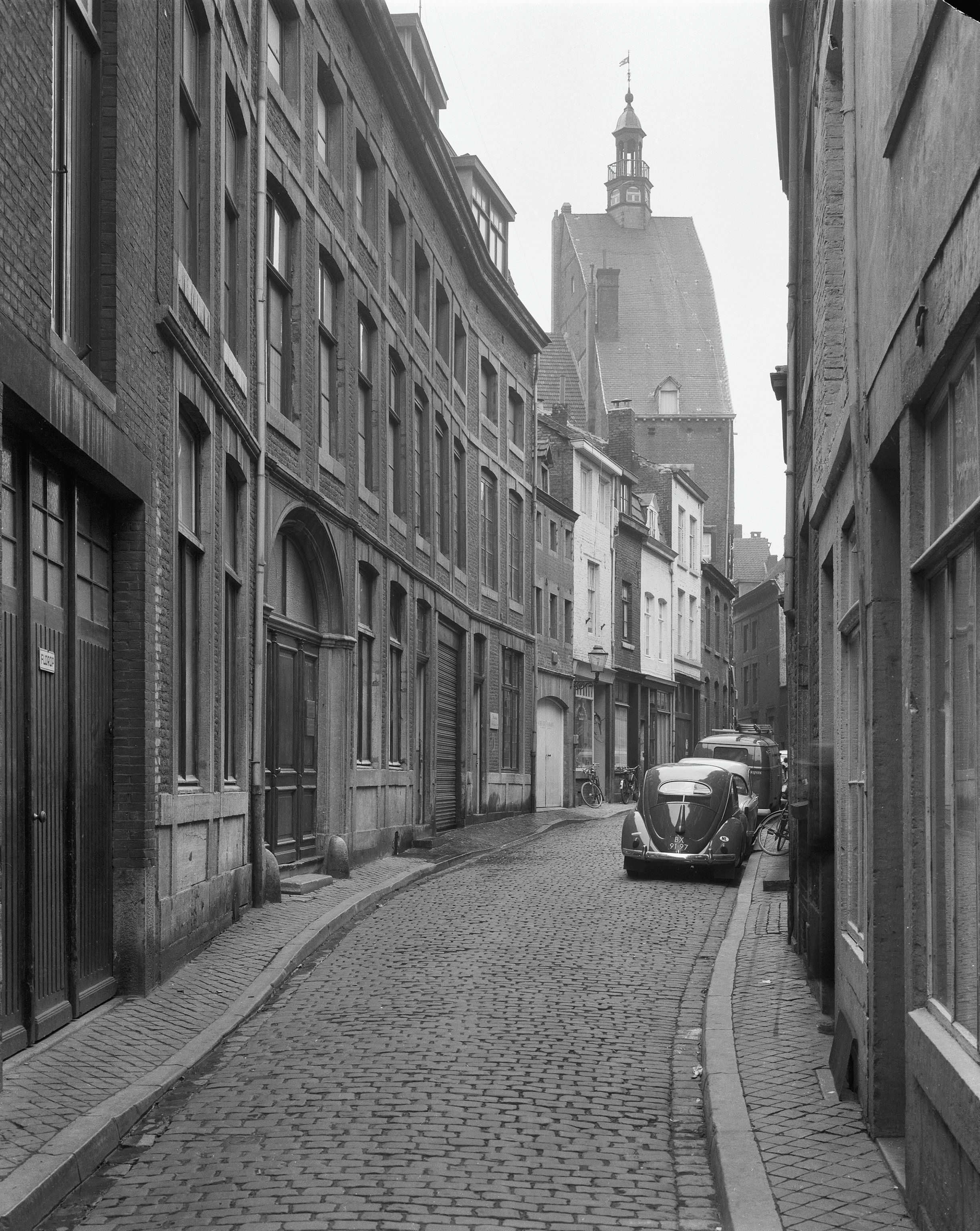
Jodenstraat met Dinghuis, 1961
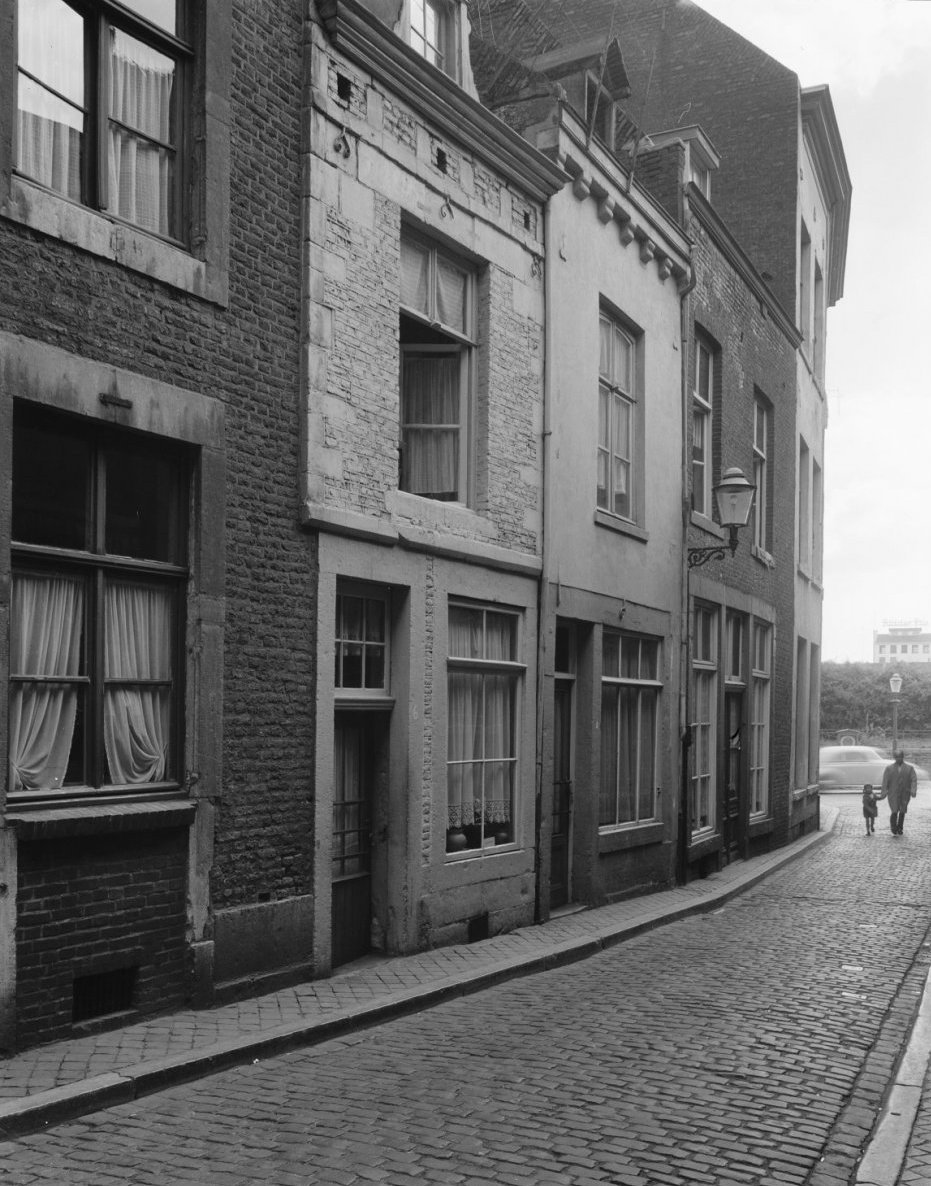
Zicht op Kesselskade, 1962
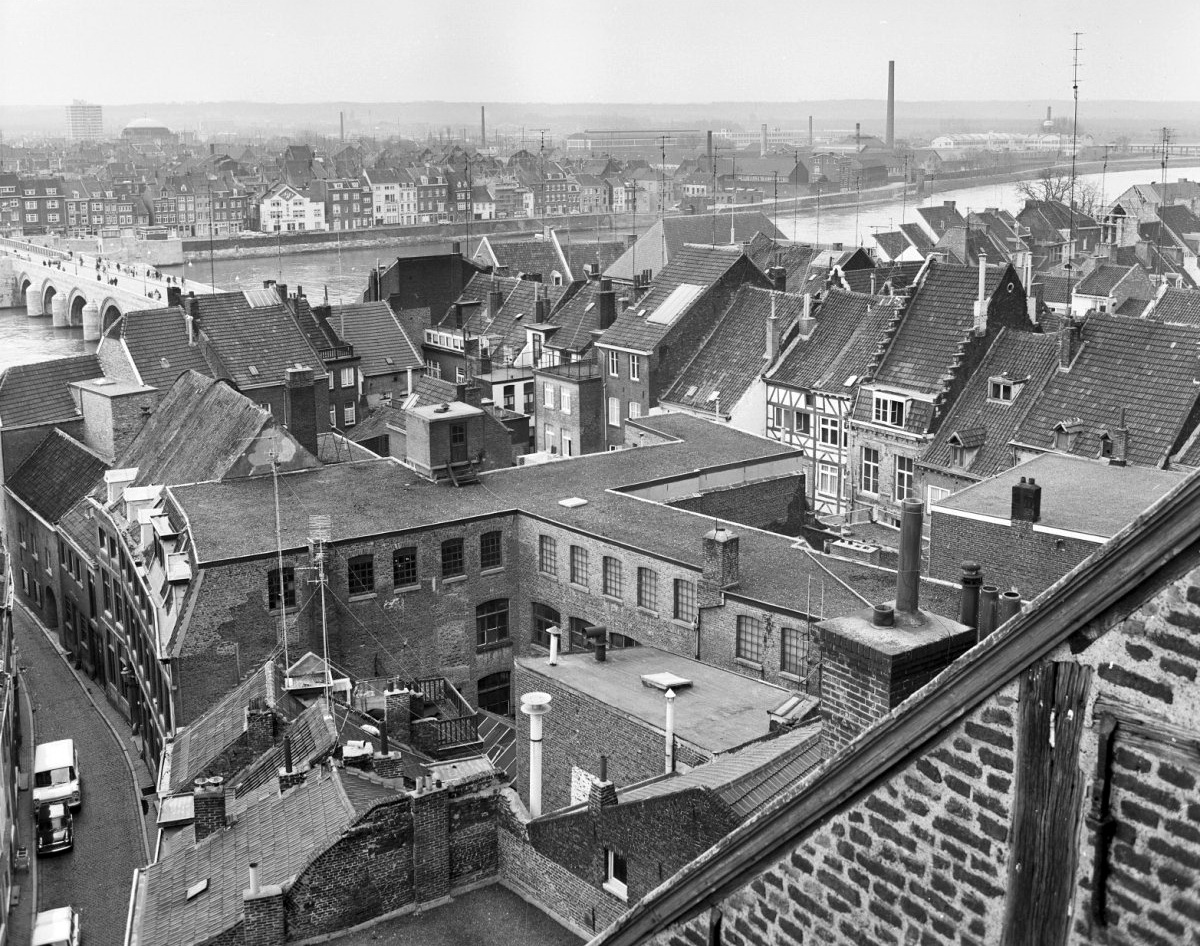
Binnenterreinen zuidzijde Jodenstraat, 1970
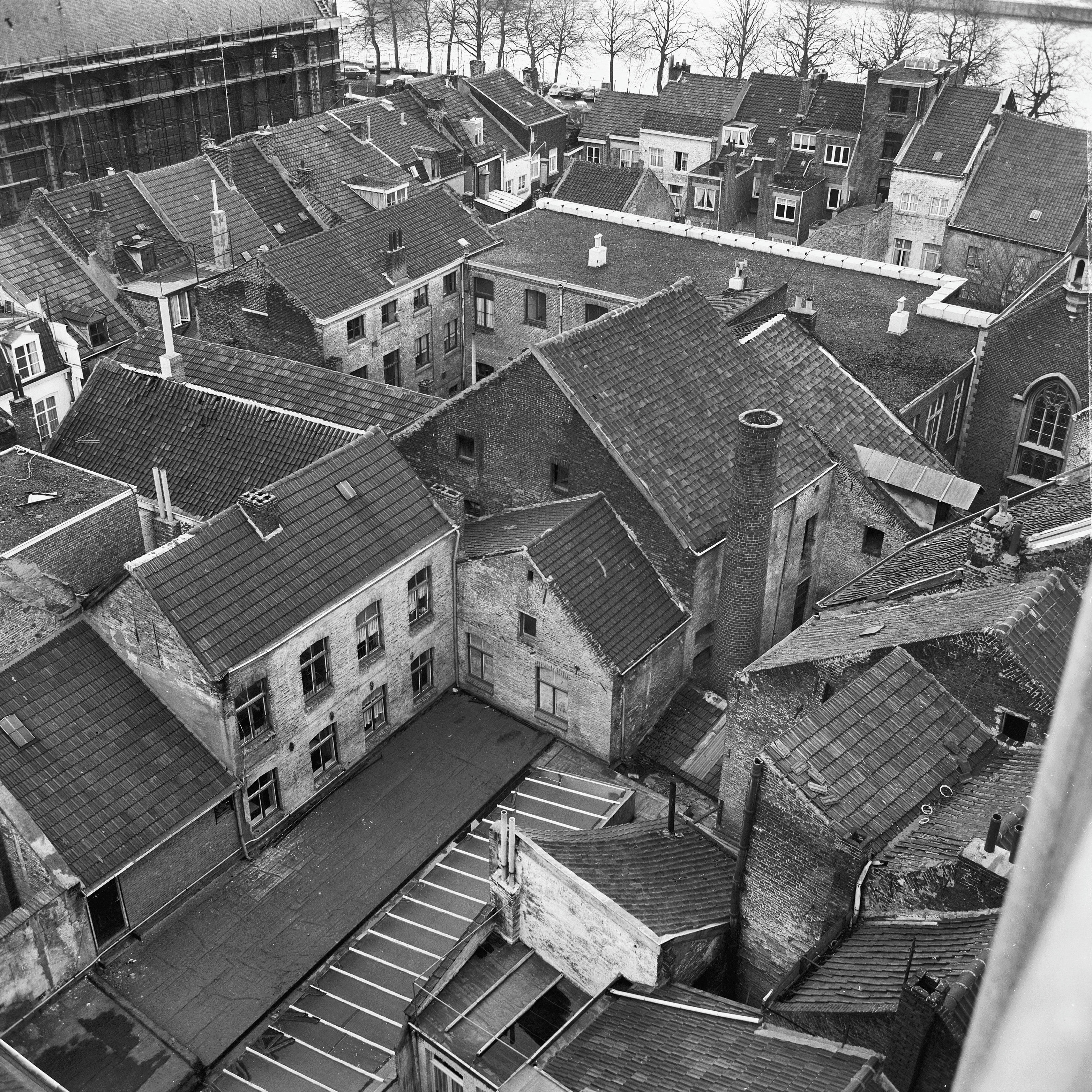
Noordzijde met bedrijven en kapel, 1970

## Bezienswaardigheden

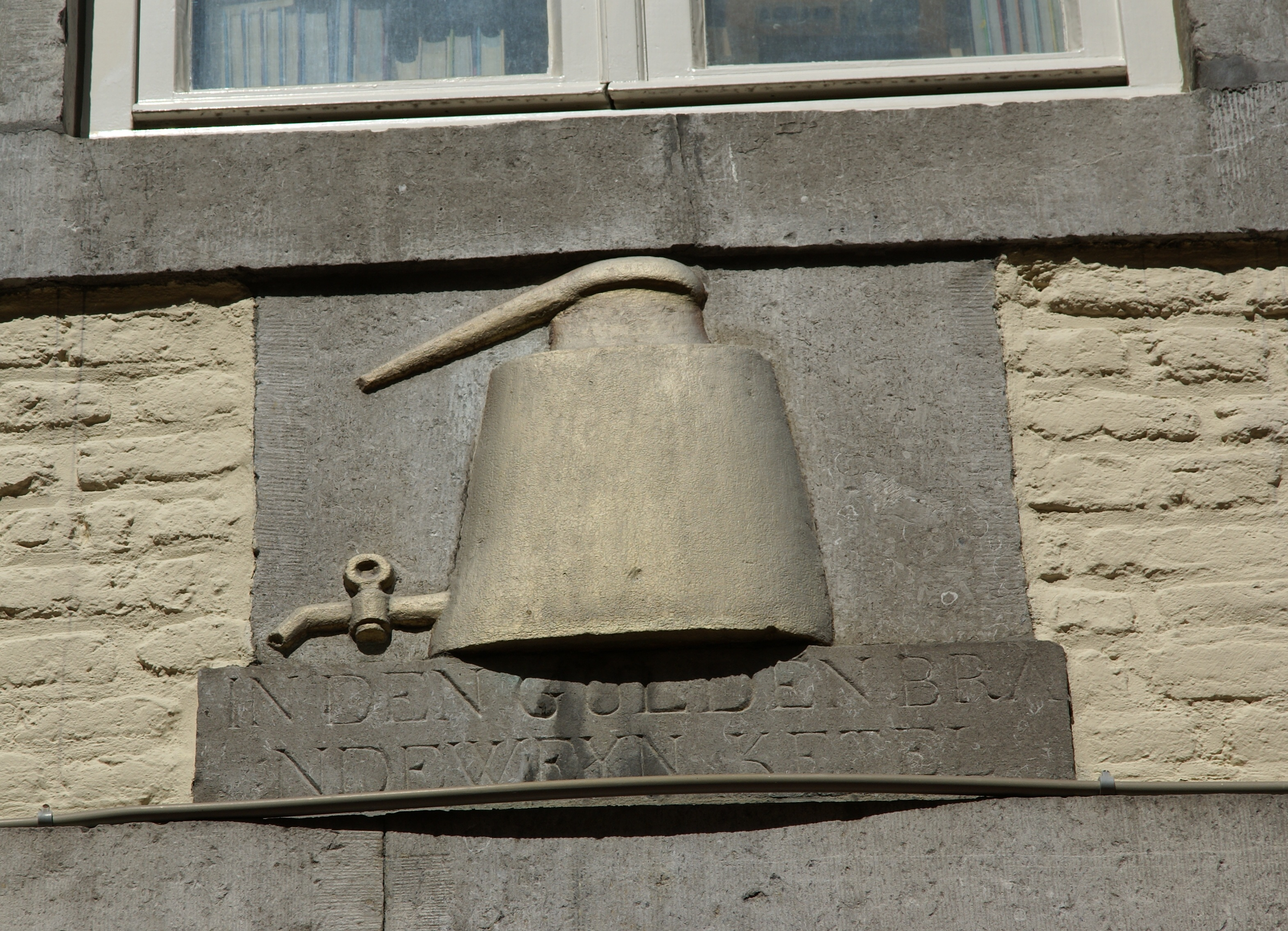
Gevelsteen In den golden brandeweyn ketel (nr. 26)

De Jodenstraat is een korte, smalle straat binnen het beschermd stadsgezicht van Maastricht en telt 13 rijksmonumenten, waarvan enkele met gevelstenen (nrs. 1, 10, 12, 22 en 26). De westelijke toegang tot de straat wordt gedomineerd door het Dinghuis, dat met zijn hoge, laatgotische gevel zowel de Grote als de Kleine Staat beheerst. De in 1696 met bakstenen ingevulde vakwerkgevel aan de noordzijde van het gerechtsgebouw strekt zich over een lengte van 20 meter uit langs de Jodenstraat. In 1749 werd aan de Jodenstraat een tweede ingang gemaakt, zoals de jaarsteen in de deuromlijsting aangeeft.
Halverwege de straat ligt het poorthuis De Posthoorn (Jodenstraat 8-12), vanaf 1699 het gebouw van de wagenposterij Maastricht-Den Bosch. Het huis heeft een brede gevel van Naamse steen met een zware kroonlijst. De koetspoort is een latere uitbreiding in Luikse régencestijl.
Het Drukkunstmuseum is gevestigd in een negentiende-eeuws woonhuis en de bijbehorende, aan een binnenplaats gelegen neogotische kapel van de Vincentiusvereniging uit circa 1850, die ooit in gebruik was bij de Maastrichtse Vincentiusvereniging.

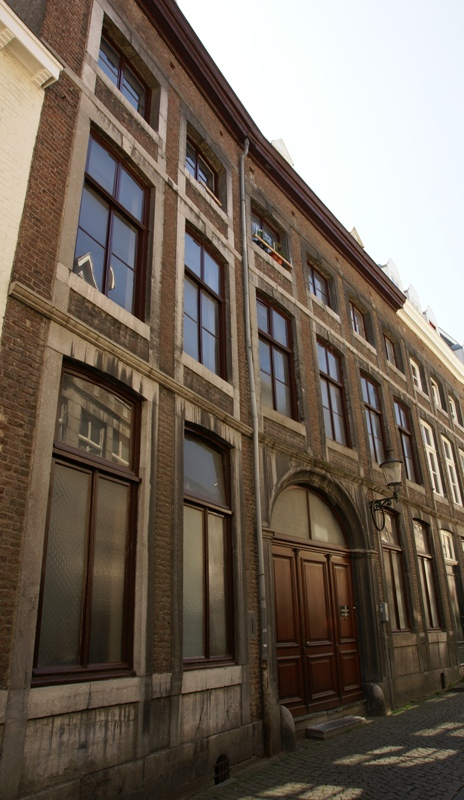
Jodenstraat 3
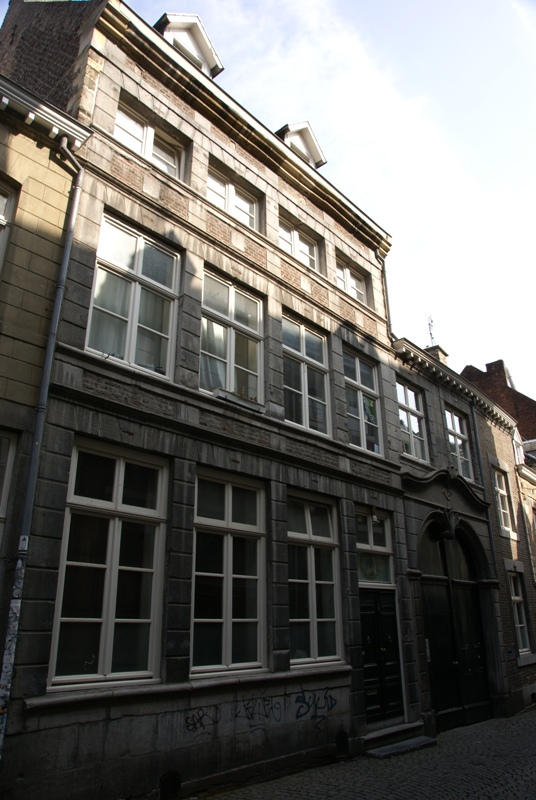
Jodenstraat 8-12
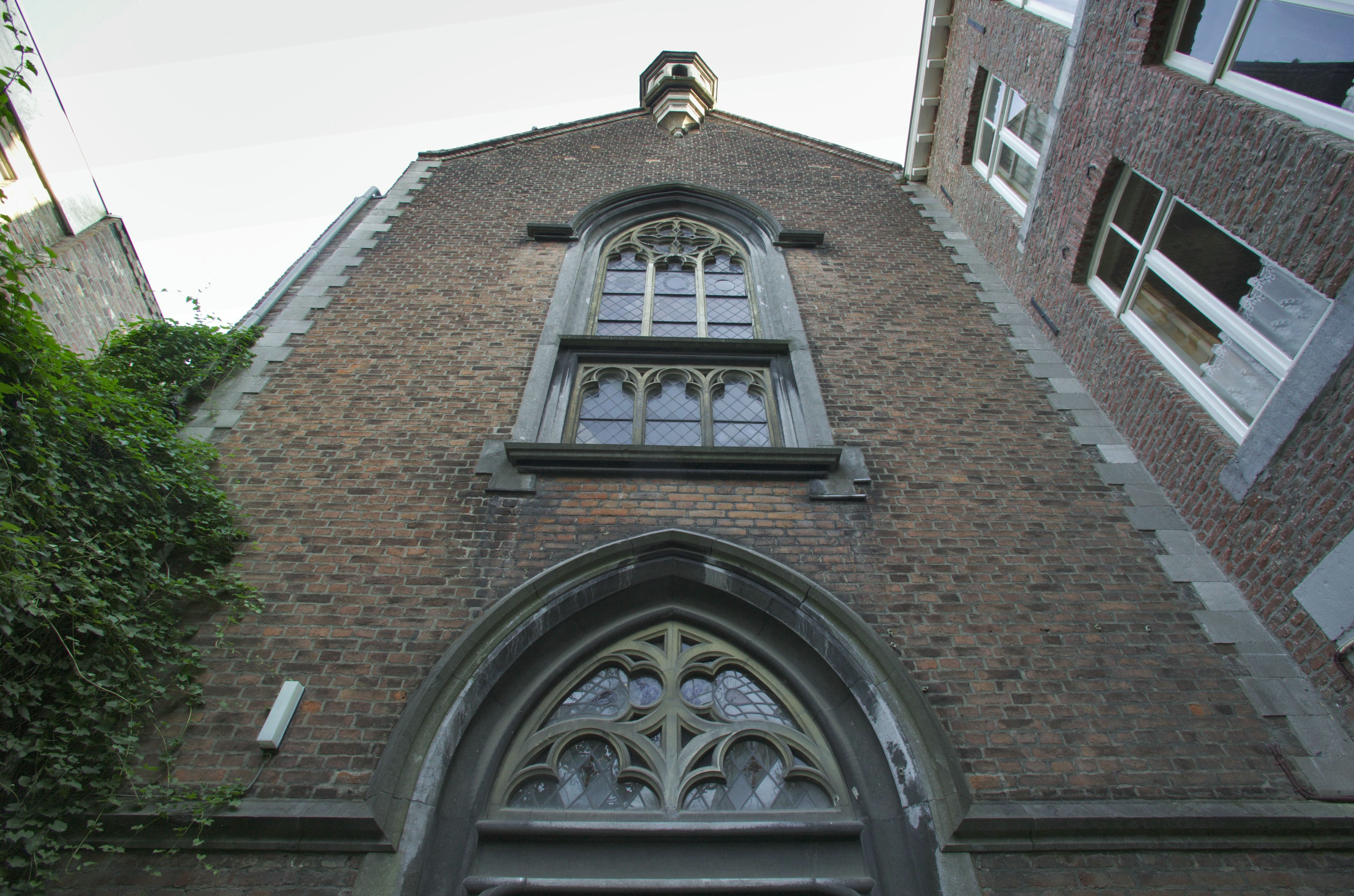
Vincentiuskapel
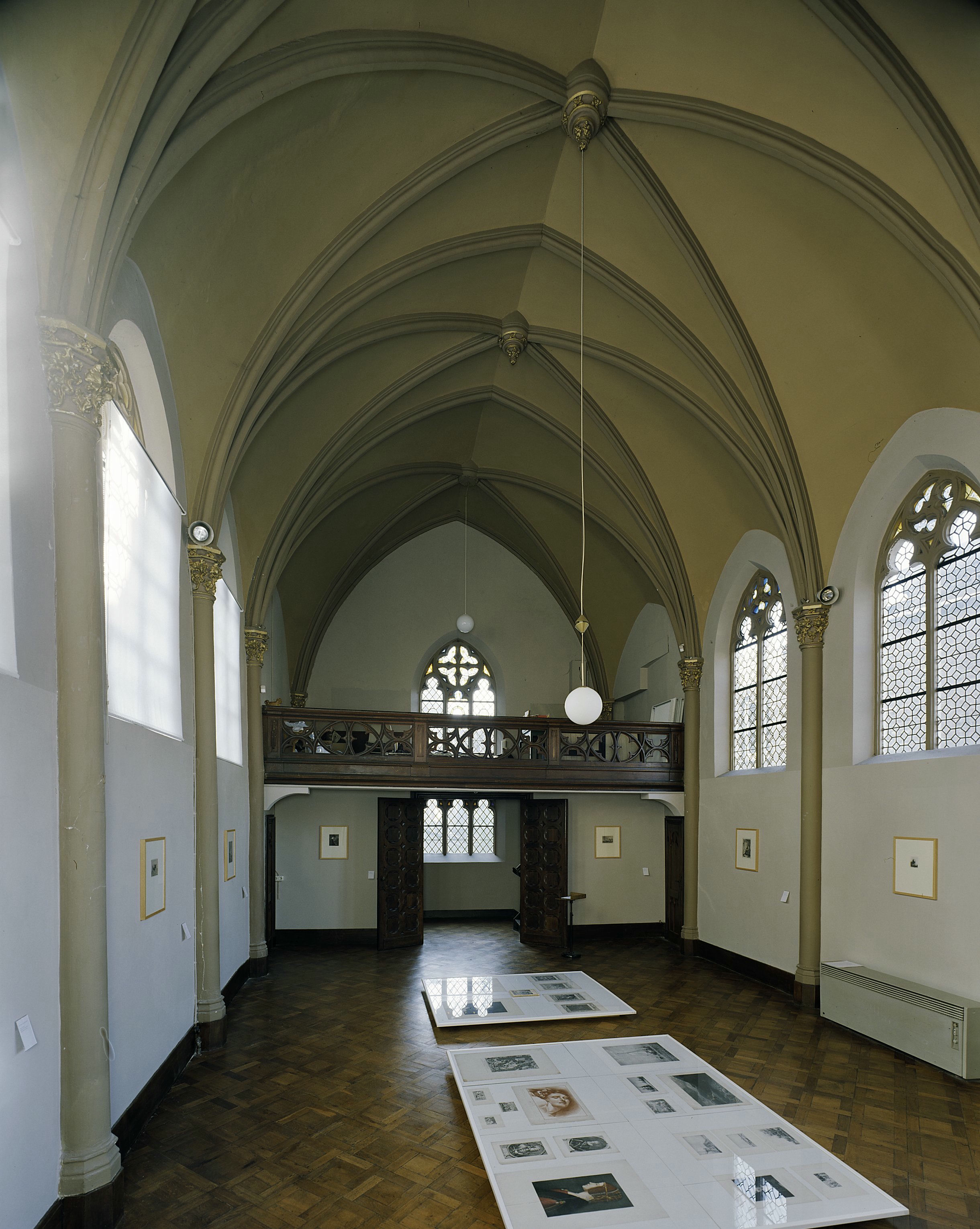
Drukkerijmuseum

## Trivia
- In 1566 woedde in Maastricht en elders de Beeldenstorm. In september van dat jaar ontdeden beeldenstormers het Dinghuis van diverse beelden. Walburga van Coelmont, wonende in het huis De Bock op de hoek Muntstraat-Jodenstraat, getuigde "dat die boeven Ons Heere belt hadden afgeworpen mitten sommighe andere belden vanden Tinckhuys" en dat men een touw om het beeld had geslagen en men het de Jodenstraat afsleepte.[10]
- In 2003 ontstond er een controverse rond de dialectspelling van Jodenstraat, die vanaf dat moment op de straatnaambordjes zou worden vermeld. Volgens de vereniging Veldeke Kring moest het Jäögstraot zijn, volgens anderen Jäöstraot (de äö-klank wordt daarbij uitgesproken als eu in 'freule'). Uiteindelijk won de schrijfwijze Jäöstraot het.[6]